# Петрівці
Петрі́вці — село в Україні, у Миргородській міській громаді Миргородського району Полтавської області. Населення становить 1685 осіб. Колишній орган місцевого самоврядування — Петрівцівська сільська рада.

## Географія
Село Петрівці знаходиться на лівому березі річки Хорол, вище за течією на відстані 1 км розташоване село Рибальське, нижче за течією на відстані 2 км розташоване село Мелюшки (Лубенський район), на протилежному березі - села Мальці та Ярмаки. Річка в цьому місці звивиста, утворює лимани, стариці та заболочені озера. Поруч проходить автомобільна дорога Т 1715.

## Економіка
- Молочно-товарна і птахо-товарна ферми.
- ДП «Дібрівський кінний завод № 62».

## Об'єкти соціальної сфери
- Дитячий садочок.
- Школа.

## Відомі люди
- Кабачок Володимир Андрійович (1892—1958) — бандурист, співак, диригент і педагог
- Сакало Андрій (18.08.1894 - ?) – делегат 1-го, 2-го і 3-го Всеукраїнських військових з’їздів у Києві, командир загону Окремого корпусу кордонної охорони, т. в. о. начальника Військово-похідної канцелярії Головного отамана війська УНР, секретар редакції журналу “Наша Зоря” (т. Ланцут, 1921 – 1922), випускник економічно-кооперативного відділу УГА в Подєбрадах (1927), інженер-економіст. Автор спогаду “На шляху до Волі”.
- Безгін Борис Опанасович (1907—1957) — радянський актор театру і кіно.
- Денисенко Арсен Сергійович (2012) - професійний молодий гравець команди Динамо U12 , який вперше отримав нагороду "кращий гравець" в історії села.